# Лениногорка
Лениногорка — упразднённый хутор в Минераловодском районе Ставропольского края. Снят с учета решением Ставропольского крайсовета № 546 от 25.06.1980 г.

## География
Хутор располагался на правом берегу реки Горкуша, в 6,5 км к северо-востоку от с. Гражданское.

## История
Хутор основан в 1920 г. как товарищество по совместной обработке земли под названием Ленинские Горки. По данным на 1927 г. оварищество состояло из 33 дворов. В административном отношении входило в состав Гражданского сельсовета Суворовского района Терского округа.

## Население
По данным переписи 1926 года в товариществе проживало 183 человека (85 мужчин и 98 женщин), преобладающая национальность — малороссы.